# Taylor Comeau
Taylor Kay Rene Comeau (* 21. Juli 1993) ist eine ehemalige US-amerikanische Fußballspielerin.

## Karriere
Während ihres Studiums an der University of California, Berkeley spielte Comeau von 2011 bis 2014 für die dortige Universitätsmannschaft der California Golden Bears und lief parallel dazu im Jahr 2014 bei der W-League-Franchise Seattle Sounders Women auf. Im April 2015 wurde sie als Amateurspielerin in den erweiterten Kader des NWSL-Teilnehmers Portland Thorns FC berufen und debütierte dort am 25. April im Auswärtsspiel bei den Chicago Red Stars. Im Sommer 2015 wechselte sie bis Jahresende zum Champions-League-Teilnehmer Apollon Limassol. Im März 2016 absolvierte Comeau ein Probetraining bei den Chicago Red Stars, und wurde kurz darauf fest verpflichtet. Während der laufenden Saison 2018 wechselte sie zu den Houston Dash weiter, wo sie ihre Karriere im Juni 2019 beendete.